# CocoRosie
CocoRosie — американський музичний гурт, заснований 2003 року сестрами Сьєррою Роуз «Роузі» та Б'янкою Лейлані «Коко» Кесаді. Музику CocoRosie критики найчастіше класифікують як «фрік-фолк». Крім цього, музика гурту поєднує хіп-хоп, оперу та електроніку.

## Історія
Сьєрра Кесаді народилася 9 червня 1980 року в місто Форт-Додж, штату Айова. Б'янка Кесаді народилася 27 березня 1982 року у місті Гіло на Гаваях.
Мати сестер Крістіна Чалмерс виросла в маленькому містечку в Айові у 1950-х роках, за фахом вона художниця і часто змінювала місця проживання, тож дитинство дівчат пройшло на Гаваях, у Каліфорнії, Нью-Мексико, Аризоні. Їхній дід по материнській лінії був корінним американцем, а бабуся — сирійська православна. Батько Кесаді походив із фермерської родини штату Айова, захоплювався індіанськими шаманськими практиками, крім дівчат у нього є ще 11 дітей. В дитинстві сестри також допомагали на фермі. Батьки розлучилися, коли Сьєрра та Б'янка були ще маленькими.
Група CocoRosie була створена в 2003 році, на той час Б'янка була поеткою з Нью-Йорку, а Сьєрра вивчала класичний вокал у консерваторії в Парижі.
Їхній перший альбом «La Maison de Mon Rêve» був записаний на диктофон у ванній Сьєрри і випущений чиказьким лейблом Touch and Go Records. Він поєднує в собі сюрреалістичні тексти Б’янки та оперні арії Сьєрри зі звуками  дитячих заводних іграшок та поламаних інструментів. В альбомі присутні хіп-хоп, гавайський фолк і техно, переважала нота американського примітиву раннього блюзу.
У 2005 році музикантки випустили другий альбом «Noah’s Ark», а в 2007 — третій під назвою «The Adventures of Stillborn and Ghosthorse», продюсером якого став легендарний ісландський звукорежисер Валгейр Сігурдссон, давній партнер Бйорк.
Альбом «Heartache City» 2015 року був написаний у Франції, а записаний в Аргентині, у ньому звучання гурту зазнало змін, вона намагалися відмовитися від великої кількості технологічних ефектів і шумів.
CocoRosie склали оригінальну музику до чотирьох повнометражних театральних творів Роберта Вілсона: «Пітер Пен» (Берлін, 2013), «Едда» (Осло, 2017) і «Книга джунглів» (Люксембург, 2019). Також Б'янка є режисеркою та сценаристкою вистави «Mother Hunting (Miracle of A Rose)» (2015) у Норвезькій театральній академії.
CocoRosie відомі своїми яскравими, екстравагантними костюмами, Б'янка сама шиє з 15 років.
Є активними феміністками, Б'янка дотична до феміністичного друкованого журналу «Girls Against God».

## Дискографія
| Рік  | Назва                                      | Лейбл            |
| ---- | ------------------------------------------ | ---------------- |
| 2004 | La maison de mon rêve                      | Touch and Go     |
| 2005 | Noah's Ark                                 | Touch and Go     |
| 2007 | The Adventures of Ghosthorse and Stillborn | Touch and Go     |
| 2010 | Grey Oceans                                | Sub Pop          |
| 2013 | Tales of a GrassWidow                      | City Slang       |
| 2015 | Heartache City                             | Lost Girl        |
| 2020 | Put the Shine On                           | Marathon Artists |